# دینامیت

بخش‌های دینامیتA. خاک دیاتومه (یا هر نوع ماده جاذب دیگری) آغشته به نیتروگلیسیرین.B. پوشش محافظی که مواد منجفره را احاطه کرده‌است.C. کلاهک انفجاری (چاشنی)D. سیم برق (یا فیوز) متصل به کلاهک انفجاری

دینامیت (انگلیسی: Dynamite) یک مادهٔ انفجاری است که از جذب نیتروگلیسیرین، در یک مادهٔ خنثی مانند دیاتومایت تولید می‌شود. این کشف توسط آلفرد نوبل ثبت شد.

## کشف دینامیت
آلفرد نوبل دریافت که اگر نیتروگلیسیرین جذب یک مادهٔ خنثی مانند دیاتومایت گردد، در هنگام جابه‌جایی به مراتب امن‌تر خواهد بود و آن مخلوط را در سال ۱۸۶۷ به نام دینامیت ثبت کرد. او برای این کار از ترکیب سه واحد نیتروگلیسیرین و یک واحد دیاتومایت (که متشکل از ۸۶٪ سیلیس، ۵٪ سدیم، ۳٪ منیزیم و ۲٪ آهن است) به علاوه مقدار کمی کربنات سدیم استفاده کرد و آن را برای اولین بار در یک مراسم شکار در ردهیل، در سوری انگلستان به نمایش درآورد که مورد استقبال قرار گرفت. و همین‌طور خاصیت انفجاری بسیار بالایی دارد.

## ویژگی‌ها
امروزه بر روی دینامیت‌ها واژهٔ «شدیداً منفجره» درج می‌شود. مفهوم این عبارت این است که این ماده قدرت تخریب بالایی دارد ولی از دستهٔ مواد منفجرهٔ آتش‌زا نیست. دینامیت اولین مادهٔ منفجرهٔ قابل کنترلی به حساب می‌رود که از باروت قدرت بیشتری دارد. این ماده ابتدا با نام «گرد منفجرهٔ نوبل» فروخته می‌شد ولی بعد از معرفی شدنش؛ شهرت بسیاری یافت و به‌عنوان جایگزین مطمئنی برای باروت و نیتروگلیسیرین مطرح شد. نوبل به دقت بر ساخت‌وساز دینامیت نظارت می‌کرد و سریعاً باعث تعطیلی تولیدکنندگان غیرمجاز آن می‌شد. هر چند بعضی تاجران آمریکایی با ایجاد تغییرات اندکی در ترکیب اصلی، او را دور زدند، با این حال دینامیت ثروت قابل توجهی نصیب نوبل کرد. امروزه دینامیت به شکل و طرح‌های نوع به نوعی ساخته می‌شود.